# سنجاب پرنده توماس
سنجاب پرنده توماس (نام علمی: Aeromys thomasi) نام یک گونه از سرده موش هوایی است.